# Philonotis dispersa
Philonotis dispersa là một loài rêu trong họ Bartramiaceae. Loài này được Cardot & P. de la Varde D.G. Griffin & W.R. Buck mô tả khoa học đầu tiên năm 1989.